# HD 29610
HD 29610，又名BD-01 689，SAO 131392、HR 1488，是一颗恒星，视星等为6.1，位于銀經197.52，銀緯-29.46，其B1900.0坐标为赤經4h 34m 42.2s，赤緯-1° -29.46′ 56″。